# Рт Трипити
Рт Трипити (грч. Ακροτίρι Τρυπητή) је најјужнија тачка Европе и Грчке. Налази се на 34°48‘ сгш и 24°07‘ игд.

## Географија
Смештен је на острву Гавдос, јужно од Крита и административно припада Префектури Ханија. Веома је полуларно туристичко место, због бројних пешчаних плажа које су смештене у непосредној близини. На стени која сачињава рт, постављена је дрвена столица на којој је урезан текст „Јужна тачка Европе“. Острво Гавдос и сам рт Трипити познати су још из периода Античке Грчке.